# Enrico Poitschke
Enrico Poitschke (Görlitz, 23 augustus 1969) is een voormalig Duits wielrenner.
Hij reed jaren als knecht voor het team van Milram en kwam vanaf 2006 ook in de grote rondes uit. Tegenwoordig is hij ploegleider van Bora-Argon 18.

## Belangrijkste overwinningen
1996
- GP de Gemenc

2001
- 4e etappe Vredeskoers
- Ringerike GP

2003
- Rund um die Hainleite

## Resultaten in voornaamste wedstrijden
| Jaar | Ronde van Italië | Ronde van Frankrijk | Ronde van Spanje |
| ---- | ---------------- | ------------------- | ---------------- |
| 2003 |                  |                     |                  |
| 2006 |                  |                     | 133e             |
| 2007 |                  | 131e                |                  |
| 2008 | opgave           |                     |                  |

| Jaar | Gent-Wevelgem | Parijs-Roubaix | Rund um den Henninger-Turm |
| ---- | ------------- | -------------- | -------------------------- |
| 2003 |               |                | 6e                         |
| 2006 | 98e           | 27e            |                            |
| 2007 |               |                |                            |
| 2008 | 134e          |                |                            |